# Miniprionus pavlovskii
Miniprionus pavlovskii là một loài bọ cánh cứng trong họ Cerambycidae.